# Jan Burian (režisér)
Jan Burian (* 5. března 1959 Moskva) je český divadelní ředitel, režisér a vysokoškolský pedagog, od srpna 2013 generální ředitel Národního divadla v Praze.

## Život
V roce 1984 absolvoval obor režie na pražské DAMU, ale již během studia působil v Satirickém divadle Večerní Brno (1983–1984). Do svého prvního angažmá nastoupil jako režisér v olomouckém Divadle Oldřicha Stibora (1984–1987). V letech 1987–1991 byl členem Divadla J. K. Tyla v Plzni, angažmá přijal rok po tom, co v divadle poprvé pohostinsky režíroval. Do roku 1989 působil jako režisér. Stál za takovými tituly, jako jsou Eviny sny (A. Kazancev), Adam a Eva (M. Bulgakov), Tatarská pouť (K. Steigerwald). V roce 1990 dokonce nastudoval v československé premiéře Pokušení (V. Havel). V letech 1989–1991 pak vykonával funkci šéfa plzeňské činohry.
V roce 1991 byl angažován na pozici uměleckého šéfa (1991–1993) a režiséra v pražském Divadle na Vinohradech, odkud se roku 1995 vrátil do Plzně jako ředitel DJKT. Repertoár vícesouborového Divadla J. K. Tyla v Plzni zahrnuje nejen činohru, ale i operu, balet, muzikál či operetu, díky čemuž nasbíral mnohé zkušenosti s rozličnými žánry, jež jsou součástí jeho dalšího profesního života. Na pozici setrval až do doby, kdy byl jmenován ředitelem Národního divadla. Na Vinohradech režíroval například Zvěstování aneb Bedřichu, jsi anděl nebo inscenaci Lev v zimě.
Dne 1. srpna 2013 nastoupil do funkce ředitele Národního divadla, ovšem ještě tentýž den jej ministr kultury Jiří Balvín z funkce odvolal. Následujícího dne bylo odvolání zrušeno. Než byl jmenován ředitelem Národního divadla v Praze od sezony 2013/14, působil jako ředitel vícesouborového Divadla J. K. Tyla v Plzni (od května 1995), jehož repertoár zahrnuje činohru, operu, balet, muzikál a operetu. Jeho režie na této scéně byly žánrově široce rozkročeny – od klasických titulů (Lakomec, Macbeth, Romeo a Julie, Strýček Váňa, Cyrano z Bergeracu apod.) po současnou českou a světovou dramatiku. Režíroval i několik operních titulů, jako například Trubadúra, Rusalku či Carmen. Uvedl ve světové premiéře hry Pavla Kohouta Nuly a Arthurovo bolero. První zmíněnou nastudoval na pozvání ředitele MCHATu Olega Tabakova v roce 2002 a stal se tak prvním českým režisérem hostujícím na této světově proslulé scéně. Na začátku února 2025 zveřejnil ministr kultury ČR Martin Baxa informaci, od 1. srpna 2028 bude novým ředitelem Národního divadla Martin Glaser. Do té doby jej povede stále Burian.
Od roku 1990 je pedagogem oboru režie na DAMU. V roce 1992 se stal tamním vedoucím ročníku a od roku 2001 byl vedoucím katedry činoherního divadla, v roce 2004 byl jmenován docentem, v roce 2015 profesorem.
Také zastává funkci ředitele Mezinárodního festivalu Divadlo, který patří k nejvýznamnějším divadelním přehlídkám v ČR.[zdroj?] Je členem Asociace profesionálních divadel České republiky a byl pokladníkem organizace Opera Europa. Dříve byl také viceprezidentem Českého střediska Mezinárodního divadelního ústavu a viceprezidentem Unie zaměstnavatelských svazů.[zdroj?]
Jeho manažerská práce je kladně hodnocena i v mezinárodním kontextu. Má významnou pozici při zastupování českých profesionálních divadel při jednáních na celostátní i evropské úrovni.
Během normalizace vstoupil do KSČ, aby mohl studovat divadlo. Několikrát se za vstup do strany veřejně omluvil a uvedl, že ho lituje a snaží se ho odčinit.

### Z médií
- Ministr kultury Martin Baxa dnes navštívil Národní divadlo
- Jan Burian povede Národní divadlo až do roku 2025. ‚Zajistí potřebnou stabilitu,‘ vysvětlil ministr
- Jan Burian: Z vedení katedry DAMU neodstoupím, jeden pedagog přeruší výuku
- Šéfem Národního divadla bude Jan Burian z Plzně
- Ředitel Jan Burian: Návštěvnost se zvýšila, Národní divadlo je podfinancované
- Svůj vstup do strany se snažím napravit, říká ředitel ND Jan Burian
- Národní divadlo má nového ředitele: šéfa Tylova divadla Jana Buriana
- Jan Burian vyzval šéfa Opery ND Rocca k odchodu
- Jan Burian rád tráví neděle v rodinném kruhu. V divadelní rodině to ale není snadné
- Ředitel Národního divadla navštívil Senát, hovořil o transformaci
- Národní divadlo už nemá být příspěvkovou organizací. Burian je silný hráč
- Čechům by bez Národního divadla chyběl kus "kulturního těla", říká ředitel Burian
- Jan Burian: S Národním je to složitější, než se zdá zvenčí
- Jan Burian: „Divadlo se odehrává v mysli diváka, nikoliv na jevišti“
- Jan Burian od srpna ředitelem ND
- Nethovor pro Scéna.cz
- Národní divadlo povede od srpna Jan Burian
- Ředitel Divadla J.K.Tyla v Plzni Jan Burian slaví padesátiny
- Víkendový rozhovor: Češi se při stavbě Národního divadla semkli, dnes je to už nepředstavitelné, tvrdí ředitel divadla Burian
- Novým ředitelem Národního divadla bude Jan Burian
- Co poslouchá ředitel Národního divadla v Praze? Archivováno 27. 9. 2018 na Wayback Machine.

| ředitelé Národního divadla v Praze                                        | ředitelé Národního divadla v Praze | ředitelé Národního divadla v Praze |
| ------------------------------------------------------------------------- | ---------------------------------- | ---------------------------------- |
| Předchůdce: Václav Pelouch (pověřen dočasně zastupováním funkce ředitele) | 2013– Jan Burian (režisér)         | Nástupce:                          |